# Academia Internacional das Artes e Ciências Televisivas
A Academia Internacional das Artes e Ciências Televisivas (IATAS) (em inglês International Academy of Television Arts & Sciences) é uma organização sem fins lucrativos, com sede em Nova York, composta pelas principais empresas de comunicação e entretenimento em todos os setores da indústria da televisão, de mais de sessenta países. Fundada em 1969, a Academia tem como missão reconhecer a excelência na produção televisiva produzida fora dos Estados Unidos com a entrega dos International Emmy Awards em dezesseis categorias.
Além dos Emmys Internacionais, a programação anual de eventos da Academia inclui uma série de encontros voltados ao setor, como o International Academy Day, o International Emmy World Television Festival e painéis dedicados à discussão de temas relevantes da indústria.
A IATAS foi co-fundada por Ralph Baruch (1923-2016, que também fundou a Viacom) e Ted Cott da NBC (1917-1973), e era originalmente conhecida como Conselho Internacional da Academia Nacional de Artes e Ciências Televisivas (NATAS). O atual CEO da organização é Bruce Paisner. Kevin Beggs, da Lionsgate, foi eleito presidente em 2025.

## História

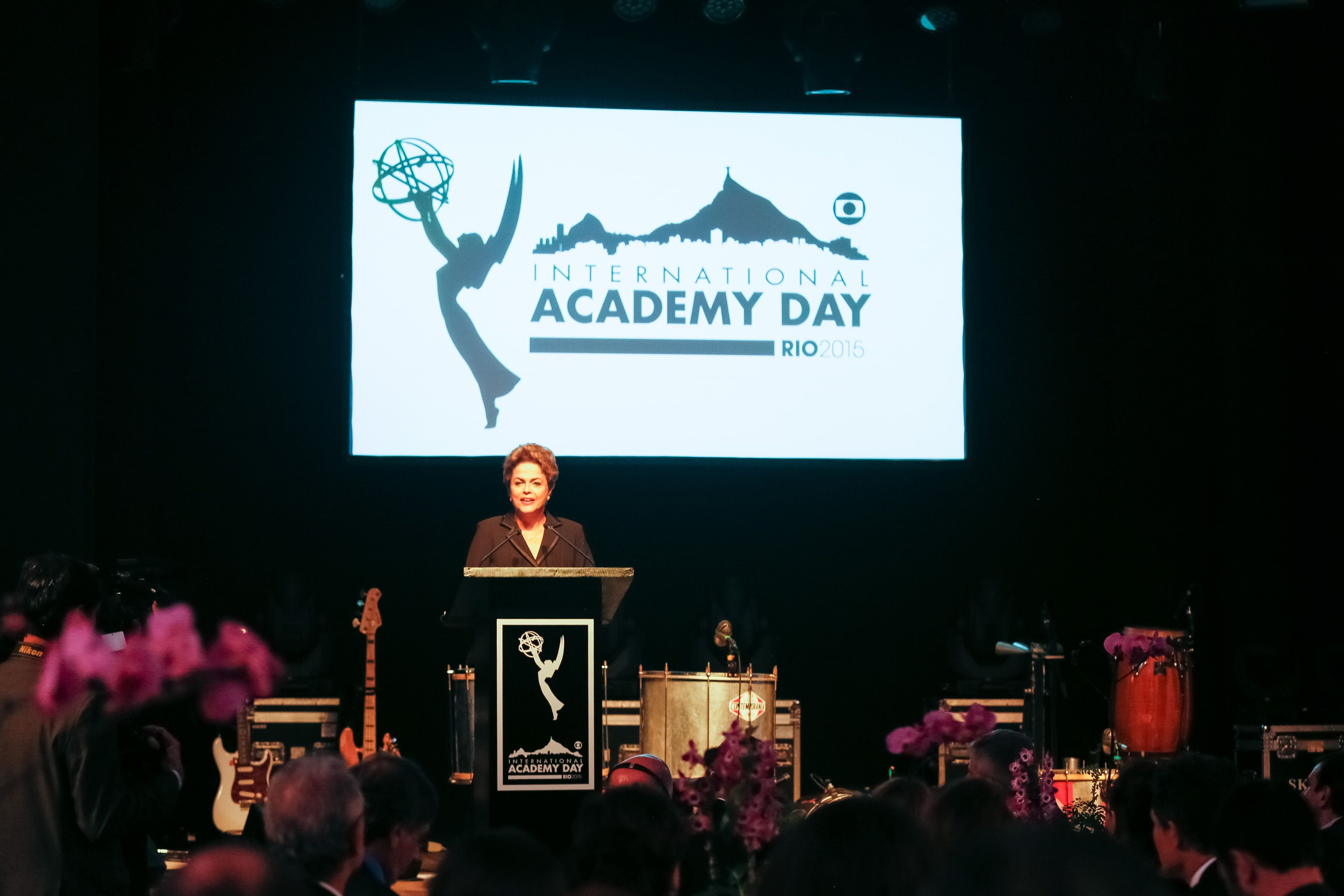
A ex-presidente Dilma Rousseff discursa durante a abertura do International Academy Day de 2015, evento anual criado pela Academia (IATAS), realizado na cidade do Rio de Janeiro.

No início de sua história, a Academia Internacional das Artes e Ciências Televisivas (IATAS) era considerada uma extensão da Academia Nacional de Artes e Ciências Televisivas (NATAS), embora já operasse com seu próprio conselho de administração e uma perspectiva global. Fundada em 1969, a IATAS reúne hoje líderes e organizações dos principais meios de comunicação e entretenimento, representando mais de 500 empresas de 60 países. Sua atuação abrange todos os segmentos da televisão, incluindo internet, telefonia móvel e novas tecnologias. A missão da Academia é premiar a excelência de conteúdos produzidos exclusivamente para a televisão fora dos Estados Unidos. Atualmente, os prêmios Emmy Internacional abrangem diversas categorias, como comédia, documentário, drama, programação infantil, jornalismo, entretenimento sem roteiro, performances e curtas-metragens. Além disso, são concedidos dois prêmios especiais: o International Emmy Directorate Award e o Founders Award.
A organização foi cofundada por Ralph Baruch (fundador e CEO da Viacom Internacional) e Ted Cott (então responsável pelo Comitê de Relações Internacionais da NATAS), com o objetivo de "promover o entendimento e despertar o interesse do público norte-americano por programas televisivos criados e exibidos ao redor do mundo".
Entre 1977 e 1993, a presidência esteve a cargo de Renato M. Pachetti, jornalista e executivo da RAI (Rádio e Televisão Italiana). Durante parte desse período, Richard Carlton atuou como diretor executivo (1983–1993), sendo sucedido por Arthur F. Kane.
Em 1989, foi criada a International Academy of Television Arts & Sciences Foundation, que desde 1998 promove o Sir Peter Ustinov Television Scriptwriting Award — um prêmio de US$ 2.500 destinado a jovens roteiristas não americanos com menos de 30 anos. Até 2003, a Academia foi presidida por Fred Cohen, sendo então substituído por Bruce Paisner.

## Categorias apresentadas
A Academia Internacional de Artes e Ciências Televisivas apresenta o Emmy Internacional em 16 categorias. 
- Melhor Programa Artístico
- Melhor Performance de uma Atriz
- Melhor Performance de um Ator
- Melhor Comédia
- Melhor Documentário
- Melhor Série Dramática
- Melhor Animação para Crianças
- Melhor Live-Action para Crianças
- Melhor Programa para Crianças
- Melhor Programa de Entretenimento sem Roteiro
- Melhor Série de Curta Duração
- Melhor Documentário Esportivo
- Melhor Telenovela
- Melhor Filme para TV ou Minissérie
- Melhor Cobertura Jornalística[14]
- Melhor Assuntos de Atualidades

### Outras categorias
Além de apresentar os Emmys Internacionais de programação e performance, a International Academy apresenta dois prêmios especiais: o Founders Award (International Emmy Founders Award) e o Directorate Award (International Emmy Directorate Award).
A Fundação da Academia também apresenta o prêmio anual Sir Peter Ustinov Television Scriptwriting Award para jovens escritores de televisão.

## Membros
Os membros da Academia Internacional das Artes e Ciências Televisivas têm acesso a todas as reuniões do conselho, painéis e coquetéis organizados pela instituição ao redor do mundo. Além disso, recebem dois passes gratuitos para o International Emmy World Television Festival, que acontece no fim de semana anterior à cerimônia dos prêmios Emmy Internacional, em Nova York. Também são convidados para o International Academy Day, um evento exclusivo que reúne executivos da indústria televisiva em um país específico, com o objetivo de promover a criação e organização de eventos de impacto significativo para o setor, além de fortalecer a colaboração transfronteiriça.
O Brasil sediou o International Academy Day por três vezes: a primeira em 2008, na cidade do Rio de Janeiro; a segunda em junho de 2015, novamente no Rio; e a mais recente, em 2025. Em todas as edições, a TV Globo, membro da Academia desde sua fundação e patrocinadora das cerimônias do Emmy Internacional desde 2005, foi a anfitriã do evento.

### Embaixadores
Academia possuir seis embaixadores em todo o mundo, compostos pelos seguintes nomes:
- Gai Dunlop, CEO da Festcom International (Austrália).
- Sebastian Darcyl, Presidente da Darcyl Media (Argentina).
- Leopold Hoesch, Diretor Geral da BROADVIEW TV (Alemanha).
- Roberta Durrant, CEO, da Penguin Films (África do Sul).
- Steven Bawol, Diretor Geral da Helion Pictures (Reino Unido e Brian Seth Hurst, Sócio e Cofundador da Story Tech que possui o titulo de Embaixador Digital Global).
- André Sampaio, Diretor de Marketing da Sonae FS/Cartão Universo (Portugal).

## Membros de países lusófonos

### Brasil

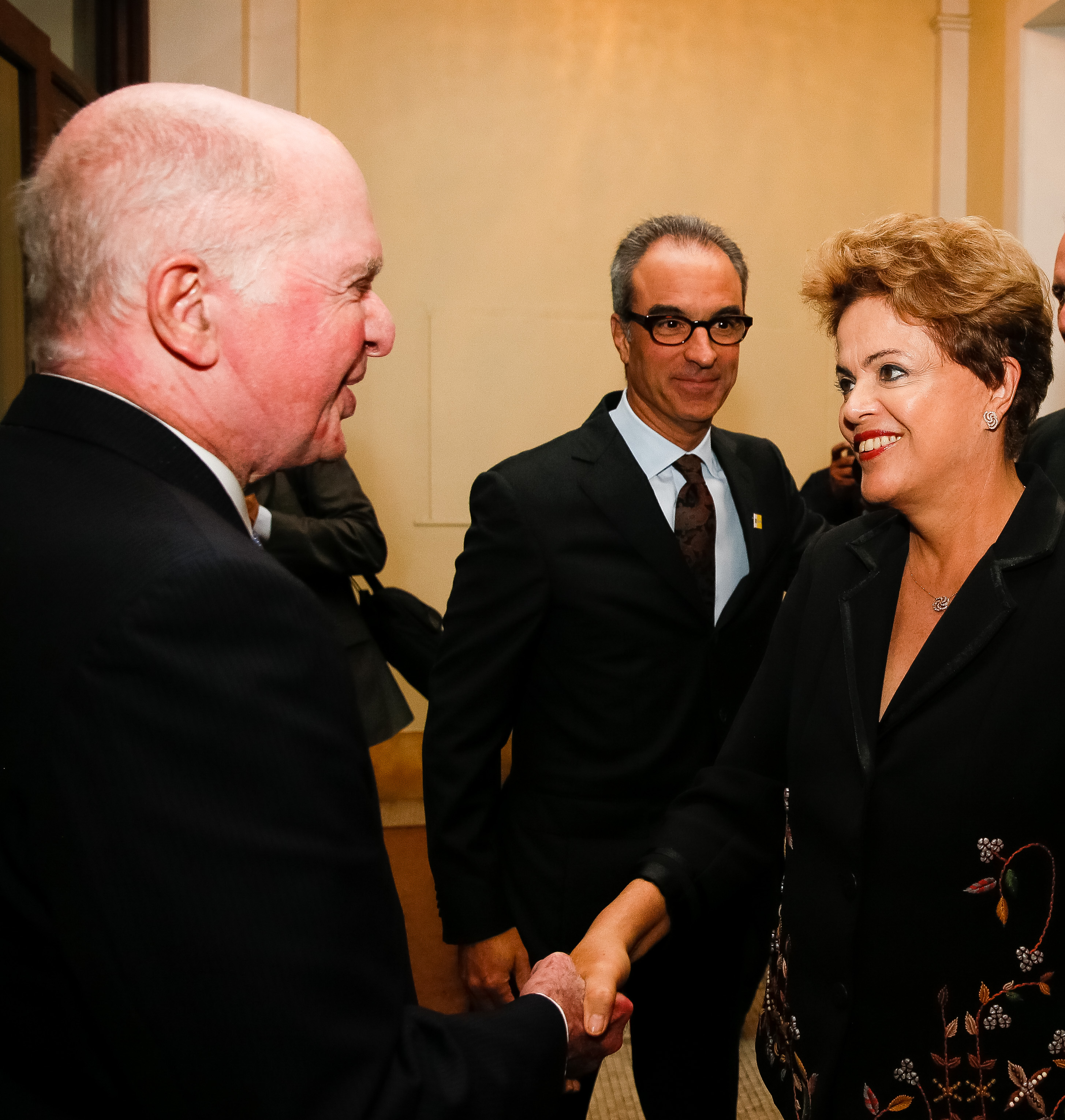
Bruce Paisner, CEO da Academia Internacional, e a então presidente Dilma Rousseff.

- Mônica Albuquerque (Chefe de talentos artísticos da WarnerMedia)
- Carla Albuquerque (CEO da Medialand)
- Ramona Bakker (Diretora executiva da Conspiração Filmes)
- Walkiria Barbosa (CEO da Total Entertainment)
- Pedro Belchior Costa (Executivo de criação da Amazon Studios)
- Rodrigo Bernardo (CEO da Chocolate Filmes)
- Gideon Boulting (Diretor/produtor da Red Terra Studios)
- Felipe Braga (Diretor/produtor da LB Entertainment)
- Daniela Busoli (CEO da Formata Produções e Conteúdo)
- Bianca Comparato (Co-fundadora da SOUTH)
- Raphael Corrêa Netto (Diretor executivo da TV Globo)
- Maria Teresa Couto Gonzalez (Diretora sênior da Paramount)
- Rita de Moraes Braga (Produtora de desenvolvimento da LB Entertainment/Losbragas)
- Luciana Druzina (CEO e produtora da Druzina Content)
- Gustavo Gontijo (Produtor executivo de desenvolvimento da O2 Filmes)
- Antonio Guerreiro (Vice presidente de jornalismo da RecordTV)
- Caio Gullane (Produtor e co-fundador da Gullane Entretenimento)
- Fabiano Gullane (Produtor e co-fundador da Gullane Entretenimento)
- Cao Hamburger (Produtor executivo da Caos Produções Cinematográficas)
- Lucila Hertzriken (Gerente geral da Cinefilm)
- M.M. Izidoro (CEO da Marlucco Visão)
- Cristiano Lima (Chefe de programação de conteúdo da Walt Disney Company)
- Marcos Mandarano Monteiro (Engenheiro de produção da Hughes Echostar Company)
- Renato Martinez (Vice-presidente de vendas e aquisições de conteúdo da Endemol Shine Brasil)
- Ale McHaddo (Diretora/produtora da 44 Toons)
- Tiago Mello (Produtor executivo da Boutique Filmes)
- Jérôme Merle (Diretor de produção da Walt Disney Company)
- Malu Miranda (Chefe de criação da Amazon Studios)
- Adrien Muselet (Gerente sênior da Netflix)
- Maria Eduarda Pereira (Chefe de relações públicas da Globo)
- Kaio Philipe (Diretor operacional da Bloomberg Linea)
- Manuel Pontual De Arruda Falcao (Chefe de marca e comunicação da Globo)
- Fábio Porchat (Ator, Porta dos Fundos)
- Glauco Sabino (Executivo de desenvolvimento criativo da Amazon Studios)
- Nelson Sato (CEO da Sato Company)
- Marcos Schechtman (Diretor/produtor)
- Antonio Tabet (Produtor, Porta dos Fundos)
- João Daniel Tikhomiroff (Presidente da Mixer Films)
- Michel Tikhomiroff (Diretor criativo da Mixer Films)

### Portugal
- Luís Cunha Velho (CEO da Media Capital)
- Helena Forjaz (Consultora de comunicação corporativa do Grupo Media Capital)
- Pedro Lopes (Diretor de conteúdo da SP Televisão)
- João Pedro Lopes (CEO da SP Televisão)
- José Machado (Conselheiro Governo de Portugal)
- José Eduardo Moniz (CEO da Jem - Media Consultancy)
- Manuel Monteiro (Assessor do Conselho da Media Capital)
- Ricardo Pereira (Diretor da TV Globo Portugal)
- André Sampaio (Diretor de gestão de marca e mídia da Sonae)

### Moçambique
- Daniel David (CEO da Soico Televisão)

## Calendário
O calendário é referente aos eventos que ocorreram ao longo do ano de 2025, realizados e/ou organizados pela Academia Internacional das Artes e Ciências Televisivas.
| Data em 2025              | Eventos                             | Local                  |
| ------------------------- | ----------------------------------- | ---------------------- |
| 2-5 de abril              | International Academy Day           | Rio de Janeiro, Brasil |
| 24-29 de abril            | Canneseries                         | Cannes, França         |
| 1 de junho-15 de setembro | Rodada semifinal de julgamento      | Vários locais          |
| 22- 23 de novembro        | Festival Internacional de Televisão | Nova York, EUA         |